# Rosey Brown

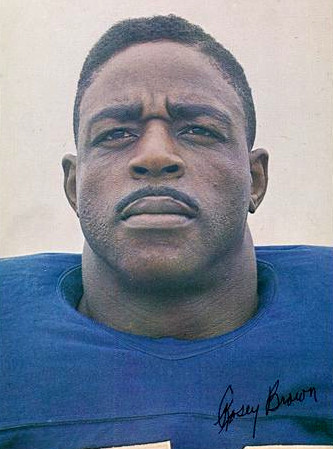
imagem do jogador de futebol americano estadunidense Rosey Brown.

Rosey Brown foi um jogador de futebol americano estadunidense que foi campeão da Temporada de 1956 da National Football League jogando pelo New York Giants.